# Північний океан (Марс)

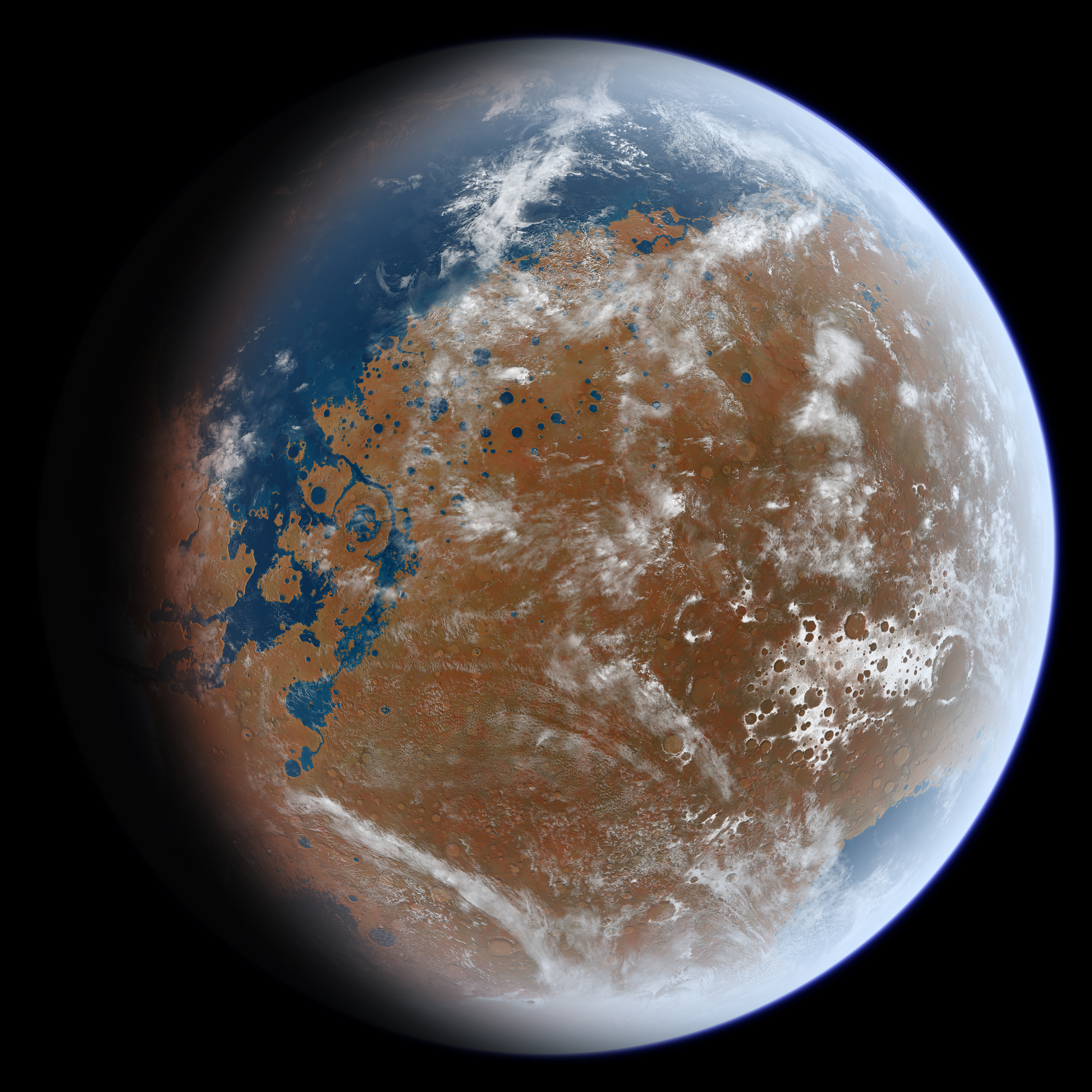
Марс у далекому минулому (3-3,5 млр. років тому)
(В уявленні художника)

Півні́чний океа́н (лат. Oceanus Borealis) — гіпотетичний океан, що, можливо, існував на поверхні Марса у далекому минулому.
Згідно з моделями, марсіанський полярний океан був частково покритий кригою та мав температуру води, близьку до точки замерзання, що заважало формуванню глини, яка на Землі є важливою ознакою водойм.